# Nicola Matteis
Nicola Matteis (Napoli, tra il 1640 e il 1650 – dopo il 1713) è stato un violinista e compositore italiano.

## Biografia
Nulla si conosce dei primi anni di vita di Matteis. In alcune pubblicazioni, egli si definisce "Napolitano", ma le prime notizie che lo riguardano sono del 1674, quando si trova a Londra ed è già un rinomato virtuoso del violino; è probabile che la data di nascita si situi prima del 1650, in quanto la licenza matrimoniale del figlio Nicola junior ne fa risalire la nascita intorno al 1667.
I suoi modi bruschi e alteri, che conosciamo attraverso il ritratto che ne fa Roger North nei suoi taccuini (purtroppo, non datati), furono di ostacolo alla sua carriera per qualche tempo, ma erano compensati da una bravura come violinista che non si era mai sentita in Inghilterra, per cui raggiunse grande successo e notorietà.
Sempre a quanto racconta North, presto perse la sua brillantezza come esecutore e la sua invenzione come compositore, e morì malato ed in totale povertà, probabilmente nei primi anni '90 del secolo.
Il figlio Nicola jr., anch'egli violinista, compositore, cantante e celebre maestro di canto, spesso viene confuso con il padre nelle notizie biografiche riguardanti i suoi anni giovanili. A causa di ciò, in molte accreditate biografie si trovano notizie biografiche e date di nascita o morte erroneamente riferite a Nicola padre, ma in realtà appartenenti al figlio.

## Importanza di Matteis
Scriveva Roger North: "Come gradita eredità alla nazione Inglese, (Matteis) lasciò in essa un generale favore per il gusto Italiano dell'armonia, e dopo di lui quello Francese fu lasciato completamente da parte, e nessuno in città aveva un condimento senza una spezia italiana. E i maestri qui cominciarono a imitarlo, testimone Mr H Purcell nella sua nobile raccolta di sonate".
Matteis, in compagnia di Arcangelo Corelli, Bernardo Pasquini, Lelio Colista, fa parte di quel gruppo di valenti musicisti italiani che, sotto l'impulso illuminato di Henry Purcell, ha introdotto in Inghilterra lo stile (o gusto) italiano. Le composizioni di Matteis includono quattro libri di Arie per violino e basso continuo (Ayres for the Violin), strutturati in suite, i primi due pubblicati nel 1676 e i secondi nel 1685. In queste raccolte, che comprendono anche alcuni sporadici brani per violino solo, lo stile francese, dominante in Inghilterra fino a quel momento, è mescolato con grande equilibrio a quello italiano.
Inoltre, compose un'Ode per le celebrazioni di Santa Cecilia e pubblicò alcune canzonette, oltre a The False Consonances of Musick, un trattato per l'esecuzione del basso continuo con la chitarra barocca, contenente anche alcuni brani musicali.
Dagli avvertimenti posti all'inizio di un'edizione del III e IV libro delle sue Ayrs for the violin si sono ricavate interessanti annotazioni utili per l'esecuzione della sua musica e in generale della musica inglese della fine del XVII secolo.